# Sibaranun
Sibaranun is een bestuurslaag in het regentschap Nias Selatan van de provincie Noord-Sumatra, Indonesië. Sibaranun telt 210 inwoners (volkstelling 2010).